# Vasco Varoujean
 (décembre 2017).
Si vous disposez d'ouvrages ou d'articles de référence ou si vous connaissez des sites web de qualité traitant du thème abordé ici, merci de compléter l'article en donnant les références utiles à sa vérifiabilité et en les liant à la section « Notes et références ».
Pour les articles homonymes, voir Varoujean.
Vasco Varoujean (né à Kessab le 15 septembre 1936, mort à Montréal le 25 juin 1992) est un écrivain et journaliste québécois d'origine arménienne. Il est l'auteur de trois ouvrages romanesques et a été rédacteur en chef de l'hebdomadaire La Voix Gaspésienne et PLAN (revue). Il a également signé plusieurs suites poétiques au réseau français de Radio-Canada.

## Biographie
Né en 1936, de parents arméniens, et élevé au Liban, Vasco Varoujean est attiré très jeune par la littérature. Il obtient, en 1956, un Baccalauréat à l'École supérieure de lettres de Beyrouth et est par la suite diplômé en journalisme de l'Université de Milan (1962). 
Il débute dans le domaine en tant que critique littéraire et artistique pour de nombreux journaux libanais d'expression française (1958-62). Il est par la suite correspondant au Moyen-Orient pour des journaux suisses (1960-67).
C'est en 1967, après un séjour à Montréal pour couvrir l'Expo 67, qu'il décide de s'établir au Québec. Il devient rédacteur en chef de l'hebdomadaire La Voix Gaspésienne en 1971. On lui décerne à ce titre, en 1972, le premier prix du meilleur éditorialiste au concours annuel de l'Association des hebdos du Canada. Il est par la suite nommé rédacteur en chef de la revue de l'Ordre des ingénieurs du Québec, PLAN, fonction qu'il occupera pendant près de huit ans.
Romancier et nouvelliste, il collabore au quotidien Le Devoir en matière de critique littéraire, ainsi qu'à l'hebdomadaire Perspective (supplément de La Presse) et la revue féminine Châtelaine. Ses poèmes sont diffusés sur les antennes de la radio française de Radio-Canada.
Il publie trois ouvrages romanesque au Québec, œuvres largement inspirées de son enfance et vibrant hommage à la vie.

## Œuvres
Romans et récits
- Le moulin du diable, Montréal, Le Cercle du livre de France, 1972
- Les raisins verts, Montréal, Le Cercle du livre de France, 1975
- Les pâturages de la rancœur, Montréal, Le Cercle du livre de France, 1977